# 엑스라지 (브랜드)
엑스라지(X-Large)는 미국의 패션 브랜드이며, 1991년에 설립되었다. 미국 캘리포니아주 로스엔젤레스에 기반을 두고 있다. 1991년 마이크 D의 한 아이디어를 참고삼아 Eli Bonerz와 Adam Silverman에 의해 설립되었다. 그 뒤로 이 기업은 뉴욕, 도쿄도, 시애틀, 토론토 등으로 사업을 확대했다.